# العصب الجلدي الوحشي من الفخذ
العصب الجلدي الوحشي من الفخذ (ويسمى أيضا العصب الجلدي الجانبي للفخذ ) هو العصب الذي يغذى الجلد عصبيا على الجزء الجانبي من الفخذ.

## التركيب
العصب الجلدي الوحشي من الفخذ هو عصب الضفيرة القطنية. وهو ينشأ من الانقسامات الظهرية للأعصاب القطنية الثانية والثالثة (L2-L3). يخرج العصب من الناحية الوحشية للعضلة القطنية الكبيرة ثم يعبر العضلة الحرقفية في منتصفها تقريبا ويعبر العضلات الحرقفية بشكل غير مباشر، نحو العمود الفقري الحرقفي الأمامي شوكة حرقفية أمامية علوية ثم بعد ذلك يمر أسفل رباط أصل الفخذ, ومن ثم على العضلات سارتوريوس في الفخذ، حيث ينقسم إلى فرع أمامي وفرع خلفي.
الفرع الأمامي يصبح سطحيا حوالي 10 سم تحت الرباط الإربي، ويقسم إلى فروع يتم توزيعها على الجلد من الجزء الأمامي وعلى الأجزاء الجانبية من الفخذ، هذا الفرع يقوم بالاتحاد مع الفروع الجلدية الأمامية لعصب الفخذ، ومع الفرع تحت الرضفة للعصب الصافن، ويشكل معهم ضفيرة محيط بالرضفة.
الفرع الخلفي يخترق دهون ما تحت الجلد، ثم بعد ذلك ينقسم إلى خيوط تمر إلى الوراء عبر الأسطح الجانبية والخلفية من الفخذ، وتقوم بتغذية الجلد من مستوى المدور الكبير إلى منتصف الفخذ.
وقد يحدث انحباس للعصب بواسطة الضغط الواقع عليه بالقرب من رباط ASIS والرباط الإربي والمعروف باسم ألم الفخذ - أو متلازمة برنار-روث.

## صور إضافية

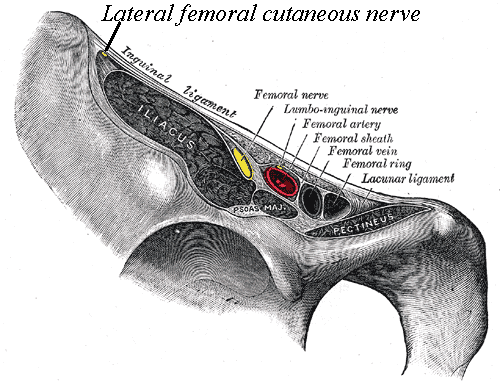
العصب الجلدي الوحشي من الفخذ يمر وراء الرباط الإربي
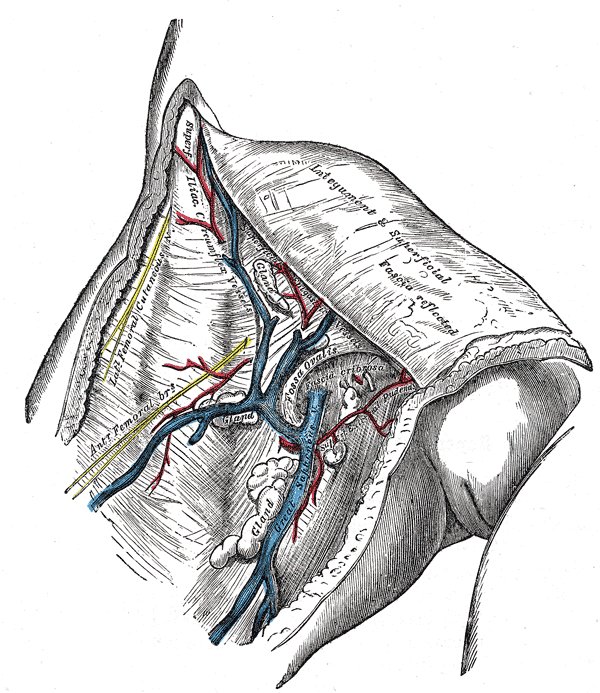
الوريد الصافن الكبير وروافده.
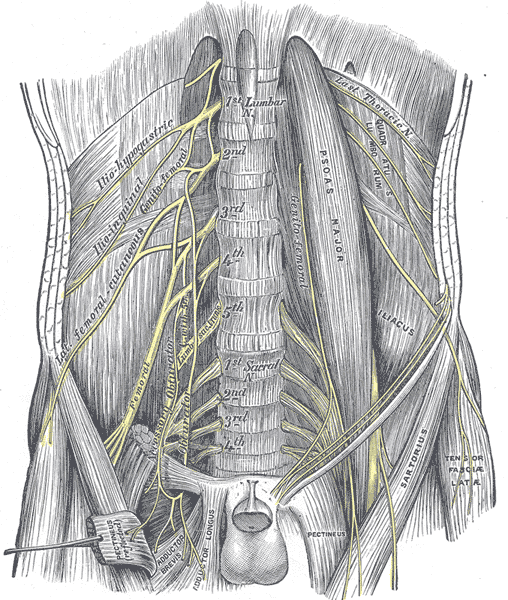
الضفيرة القطنية وفروعها.
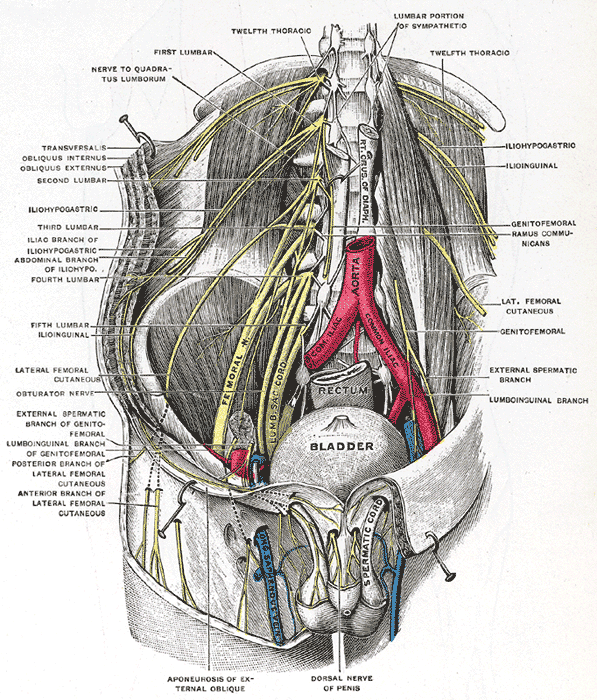
تشريح عميق وسطحي من الضفيرة القطنية.
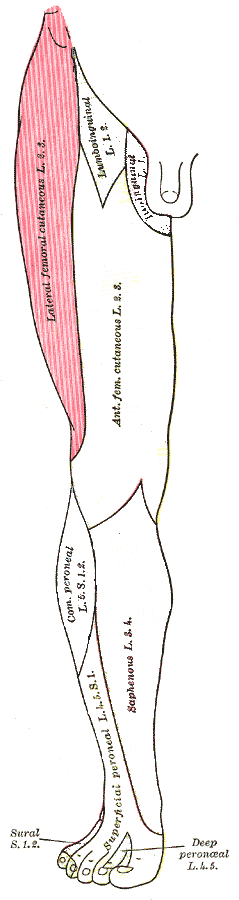
مخطط توزيع العصب الجلدي الوحشي (المظلل بالشكل) وغيرها من أعصاب الساق اليمنى. مشهد أمامي
الأعصاب الجلدية من اليمين - صورة أمامية - صورة خلفية

## وصلات خارجية
- Lateral_femoral_cutaneous_nerve على برنامج طب العظام التابع لنظام الصحة بجامعة ديوك [الإنجليزية]‏.
- صور تشريحية:40:17-0201 في مركز داونستيت الطبي التابع لجامعة نيويورك - "Posterior Abdominal Wall: Nerves of the Lumbar Plexus"
- درسٌ تشريحي حول posteriorabdomen مُعدٌ بواسطة ويسلي نورمان (جامعة جورجتاون).

```
(
posteriorabdmus&nerves
)
```